# Amy Macdonald

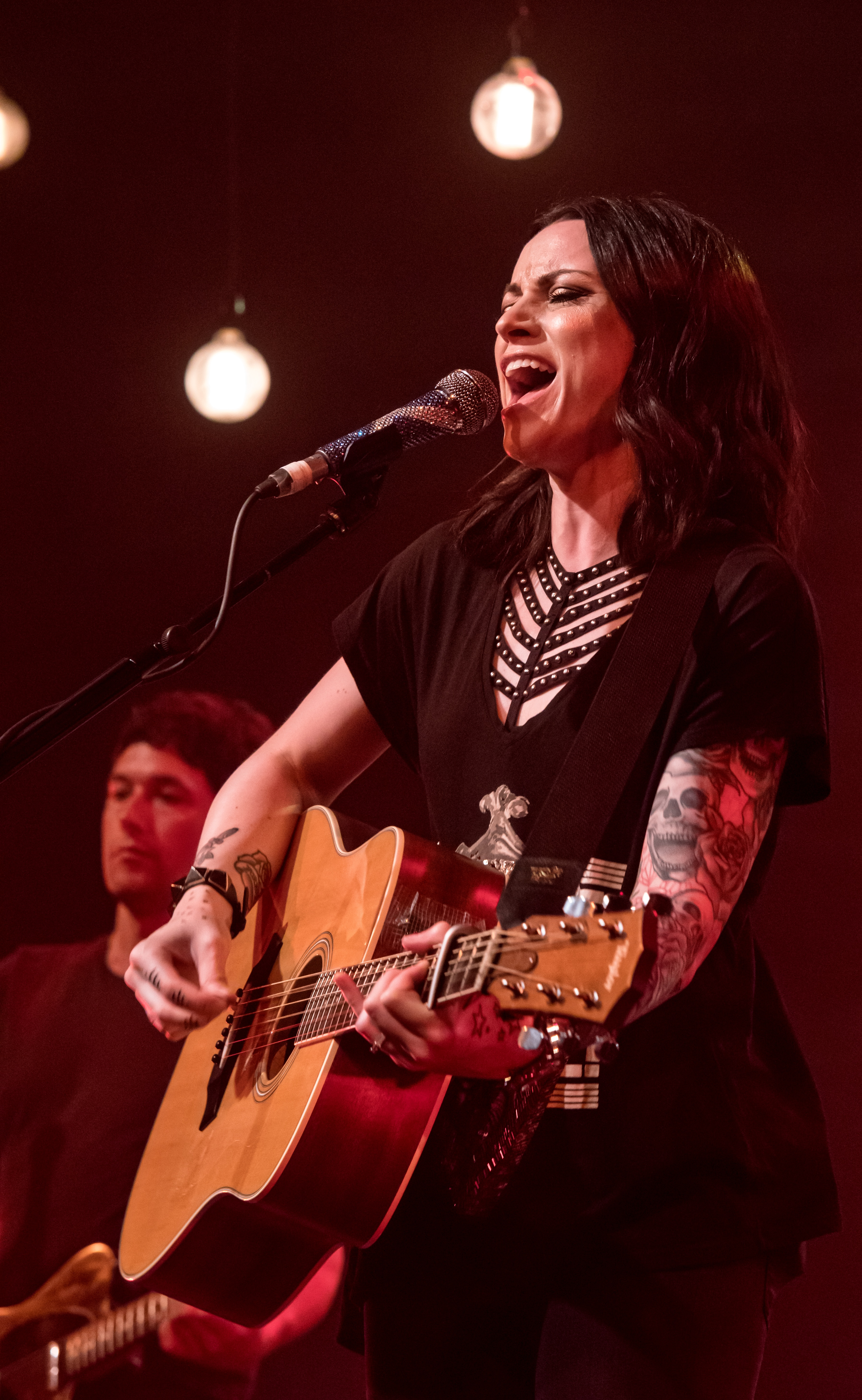
Amy MacDonald, Zelt-Musik-Festival 2017 Freiburg, Duitsland

Amy Elizabeth Macdonald (Bishopbriggs (nabij Glasgow), 25 augustus 1987) is een Schotse zangeres. Ze brak in 2008 internationaal door met het nummer This is the life, dat onder meer in Nederland en Vlaanderen een nummer 1-hit werd. Haar gelijknamige debuutalbum This is the life was eveneens een succes en werd in diverse landen onderscheiden met platina. In totaal verkocht ze wereldwijd meer dan een miljoen exemplaren van haar debuutalbum.

## Biografie
Macdonald staat al vanaf haar vijftiende op het podium met akoestische optredens. Haar muziek wordt onder andere beïnvloed door Travis en The Libertines. Ze heeft een platencontract met Vertigo Records.
Haar eerste single, Poison Prince, werd online uitgebracht in 2007. De opvolger, Mr. Rock & Roll, kreeg internationale aandacht en bereikte de nummer 1-positie in de Schotse hitlijst en een nummer 3-positie in Zwitserland. Eind 2007 verscheen de single This is the life, die haar definitieve doorbraak betekende. Het werd een nummer 1-hit in Nederland en België en in beide landen werd het de grootste hit van het jaar 2008. In Nederland groeide het nummer tevens uit tot de grootste solohit voor een vrouwelijke artiest ooit.
Haar debuutalbum This is the life verkocht internationaal ook erg goed. In augustus 2008 kreeg ze er in Vlaanderen een gouden plaat voor uitgereikt en in Nederland een platina plaat. In dezelfde maand werd haar eerste single, Mr. Rock & Roll opnieuw uitgebracht. In Nederland en België werd het in tweede instantie alsnog een top 10-hit.
Op 1 maart 2010 kwam de single Don't tell me that it's over uit, de eerste single van haar tweede album A curious thing. Hiermee wist ze opnieuw een hit te scoren. Haar derde album, Life in a beautiful light, verscheen in 2012. Op 17 februari 2017 verscheen haar vierde album Under stars.

## Optredens in de Benelux
In Nederland gaf zij optredens in het voorprogramma van Paul Weller (2007) en in de bovenzaal van Paradiso (3 maart 2008). Op 31 mei 2008 was zij ook op Pinkpop aanwezig, evenals in augustus op Lowlands. In de uitzending van het televisieprogramma Mooi! Weer De Leeuw van 13 september 2008 trad ze op met het nummer Mr. Rock & Roll. Op Pinkpop 2009 stond McDonald op maandag 1 juni op het hoofdpodium. Op 17 oktober 2010 gaf ze een uniek orkest met de German Philarmonic Orchestra in de Rockhal in Esch-sur-Alzette (Luxemburg) en bracht er een bijzonder optreden met de symfonische versie van haar nummers. Op 16 november 2010 trad ze op in de Heineken Music Hall. Op 6 augustus 2011 speelde ze op het Dranouter Festival. Op 28 februari 2012 was ze opnieuw te gast in Rockhal (Luxenburg). Zowel in Antwerpen als in Rotterdam was ze van de partij tijdens Night of the Proms 2013, en in Antwerpen in 2022. Op 6 maart 2017 stond de zangeres in TivoliVredenburg in Utrecht en op 25 juni 2017 stond ze in De Oosterpoort in Groningen. Tussendoor sloot ze haar Woman oft the World Tour af met een intiem concert in Den Atelier in Luxemburg-stad op 9 april 2019. Op 9 maart 2022 stond ze opnieuw op het grote podium van Rockhal in Esch-sur-Alzette. Op 3 juli 2022 stond ze op het hoofdpodium van Na Fir Bolg in Vorselaar. Een nieuw intiemer concert staat gepland voor 9 februari 2026 in Den Atelier in Luxemburg. 

## Discografie

### Albums
- 2007 · This is the life
- 2010 · A curious thing
- 2012 · Life in a beautiful light
- 2017 · Under stars
- 2018 · Woman of the world (The best of 2007-2018)
- 2020 · The Human Demands

### Singles
- 2007 · Poison Prince
- 2007 · L.A.
- 2007 · This is the life
- 2008 · Mr. Rock & Roll
- 2009 · Run
- 2010 · Don't tell me that it's over
- 2010 · Spark
- 2010 · This pretty face
- 2010 · Love love
- 2010 · Your time will come
- 2012 · Slow it down
- 2012 · Pride
- 2012 · 4th of July
- 2017 · Dream On
- 2020 · The Hudson

## Hitnotaties

### Albums
| Album met eventuele hitnotering(en) in de Nederlandse Album Top 100 | Datum van verschijnen | Datum van binnenkomst | Hoogste positie | Aantal weken | Opmerkingen |
| ------------------------------------------------------------------- | --------------------- | --------------------- | --------------- | ------------ | ----------- |
| This Is the Life                                                    | 04-09-2007            | 26-01-2008            | 1(3wk)          | 83           | Platina     |
| A Curious Thing                                                     | 08-03-2010            | 13-03-2010            | 2               | 29           |             |
| Life in a Beautiful Light                                           | 08-06-2012            | 16-06-2012            | 5               | 15           |             |
| Under Stars                                                         | 17-02-2017            | 25-02-2017            | 18              | 2            |             |

| Album met hitnotering(en) in de Vlaamse Ultratop 200 albums | Datum van verschijnen | Datum van binnenkomst | Hoogste positie | Aantal weken | Opmerkingen |
| ----------------------------------------------------------- | --------------------- | --------------------- | --------------- | ------------ | ----------- |
| This Is the Life                                            | 27-07-2007            | 31-05-2008            | 2               | 51           | 2x Platina  |
| A Curious Thing                                             | 12-03-2010            | 13-03-2010            | 2               | 31           | Platina     |
| Life in a Beautiful Light                                   | 08-06-2012            | 16-06-2012            | 4               | 26           |             |
| Under Stars                                                 | 17-02-2017            | 25-02-2017            | 21              | 14           |             |
| Woman of the World: The Best of 2007-2018                   | 2018                  | 01-12-2018            | 93              | 2            |             |

### Singles
| Single met eventuele hitnotering(en) in de Nederlandse Top 40 | Datum van verschijnen | Datum van binnenkomst | Hoogste positie | Aantal weken | Opmerkingen                                                                        |
| ------------------------------------------------------------- | --------------------- | --------------------- | --------------- | ------------ | ---------------------------------------------------------------------------------- |
| This Is the Life                                              | 2007                  | 05-04-2008            | 1(2wk)          | 27           | Nr. 1 in de Single Top 100 / Hit van het jaar 2008 / Bestverkochte single van 2008 |
| Mr. Rock & Roll                                               | 2008                  | 13-09-2008            | 3               | 14           | Nr. 7 in de Single Top 100                                                         |
| Run                                                           | 2008                  | 17-01-2009            | tip4            | -            | Nr. 96 in de Single Top 100                                                        |
| Don't Tell Me That It's Over                                  | 26-02-2010            | 13-03-2010            | 29              | 4            | Nr. 29 in de Single Top 100                                                        |

| Single met hitnotering(en) in de Vlaamse Ultratop 50 | Datum van verschijnen | Datum van binnenkomst | Hoogste positie | Aantal weken | Opmerkingen                                                          |
| ---------------------------------------------------- | --------------------- | --------------------- | --------------- | ------------ | -------------------------------------------------------------------- |
| This Is the Life                                     | 10-12-2007            | 07-06-2008            | 1(11wk)         | 37           | Nr. 1 in de Radio 2 Top 30 / Platina / Bestverkochte single van 2008 |
| Mr. Rock & Roll                                      | 16-07-2007            | 25-10-2008            | 4               | 20           | Nr. 1 in de Radio 2 Top 30 / Goud                                    |
| Run                                                  | 20-02-2009            | 18-04-2009            | tip14           | -            |                                                                      |
| Don't Tell Me That It's Over                         | 26-02-2010            | 13-02-2010            | 7               | 15           | Nr. 3 in de Radio 2 Top 30                                           |
| Spark                                                | 12-04-2010            | 10-07-2010            | 44              | 3            |                                                                      |
| This Pretty Face                                     | 26-07-2010            | 11-09-2010            | tip14           | -            | Nr. 11 in de Radio 2 Top 30                                          |
| Love Love                                            | 29-11-2010            | 25-12-2010            | tip17           | -            |                                                                      |
| Slow It Down                                         | 23-04-2012            | 28-04-2012            | tip15           | -            |                                                                      |
| Pride                                                | 16-07-2012            | 04-08-2012            | tip39           | -            |                                                                      |
| Dream On                                             | 16-01-2017            | 21-01-2017            | tip34           | -            |                                                                      |

### NPO Radio 2 Top 2000
| Nummers met noteringen in de NPO Radio 2 Top 2000 | '09  | '10 | '11 | '12 | '13  | '14  | '15  | '16  | '17  | '18  | '19  | '20 | '21 | '22 | '23 | '24 |
| ------------------------------------------------- | ---- | --- | --- | --- | ---- | ---- | ---- | ---- | ---- | ---- | ---- | --- | --- | --- | --- | --- |
| Mr. Rock & Roll                                   | 365  | 289 | 572 | 814 | 1083 | 1369 | 1670 | 1782 | 1999 | 1902 | 1943 | -   | -   | -   | -   | -   |
| Run                                               | 1777 | -   | -   | -   | -    | -    | -    | -    | -    | -    | -    | -   | -   | -   | -   | -   |
| This Is the Life                                  | 146  | 121 | 243 | 299 | 467  | 468  | 760  | 823  | 789  | 936  | 864  | 843 | 819 | 770 | 584 | 554 |

1. ↑  Een '-' betekent dat het nummer niet was genoteerd en een vetgedrukt getal geeft de hoogste notering van een nummer aan.
2. ↑  2009 was het eerste jaar met een notering voor Amy Macdonald.

### Ep's
- 2007 · Amy Macdonald
- 2007 · Live from Glasgow
- 2008 · This Is the Life: Deluxe Edition
- 2010 · A Curious Thing: Deluxe edition
- 2010 · A Curious Thing: Special Orchestral Edition
- 2011 · Love Love UK & European Arena Tour LIVE 2010